# یونی‌کردیت روسیه
یونی‌کردیت روسیه (انگلیسی: UniCredit Bank Russia) شرکت خدمات مالی و بانکداری روسی است، که در سال ۱۹۸۹ توسط بانک یونی‌کردیت تأسیس شد و هم‌اکنون زیرمجموعه‌ای از بانک اتریش می‌باشد.